# Les Maîtres du mystère
Les Maîtres du mystère était une émission de radio hebdomadaire, prenant la forme d'une fiction dramatique inédite, réalisée par Pierre Billard et produite par Germaine Beaumont. Elle fut une émission radiophonique majeure, réunissant jusqu'à 12 millions d'auditeurs et diffusée dans 25 pays.

## Historique
Produite par Pierre Véry, l'émission débute en 1952 puis en 1953, chaque mardi de 20 h 30 à 21 h 30, sous le nom de Faits divers sur la Chaîne parisienne.
En 1957, elle passe sur Paris Inter (France Inter à partir de 1963) où elle prend définitivement son nom Les Maîtres du mystère.
En 1965, à la suite d'un différend entre Pierre Billard et Germaine Beaumont, chacun des deux producteurs se voit attribuer une émission analogue aux Maîtres du mystère. Cette dernière, toujours produite par Pierre Billard, fut rebaptisée officiellement L'Heure du Mystère et diffusée jusqu'en 1974, tandis que Germaine Beaumont assura la production de Mystère-Mystère.
De 1985 à 1987 la série revient sous le titre Les nouveaux maîtres du mystère réalisée par Pierre Billard.
À partir de mai 1996, les différents épisodes sont regroupés en cassettes et CD aux éditions « Le Masque ».
En juillet-août 2014, Radio France internationale (RFI) en rediffuse 35.

## Réalisation
Après avoir réalisé des adaptations d'ouvrages existants, dont d'Agatha Christie, Edgar Allan Poe, Arthur Conan Doyle, Oscar Wilde, William Irish), et du film alors célèbre Raccrochez, c'est une erreur, Pierre Billard s'oriente vers des fictions inédites, parfois écrites par des auteurs connus tels que Pierre Boileau, Thomas Narcejac, Jean Cosmos ou François Billetdoux.
La réalisation est minimaliste, avec simplement quelques bruitages, les acteurs devant travailler dans l'urgence pour plus d'authenticité. Parmi les plus connus de ces interprètes, on compte Rosy Varte, Michel Bouquet, Jean Topart, Denise Gence, Marcel Bozzuffi, Jean Négroni, Roger Carel, Anne Caprile, Maurice Biraud, Arlette Thomas, André Valmy, Henri Virlogeux, Juliette Gréco, Georges Wilson, Jean-Louis Trintignant, Jacques Dufilho, Henri Rollan ou encore Claude Piéplu[source insuffisante].
Le générique, appelé Tempo di Suspense et reconnaissable par son caractère angoissant, est composé par André Popp. L'ambiance étrange est en grande partie due à l'utilisation d'ondes Martenot, qui donnent un son inhabituel que ne peut produire aucun autre instrument à l'époque.

## Un succès populaire
L'émission a rassemblé jusqu'à 12 millions d'auditeurs de tous âges et tous milieux sociaux, et fut également diffusée à l'étranger dans 25 pays.
Elle profitait de la mode du polar dans ces années-là, apportant une sorte de cinéma à domicile alors que la télévision était encore peu diffusée.

## Cassettes et compact disques
- Les Maîtres du Mystère Cassette audio no 01  (EAN 3095565200047) ► Le meurtre de Roger Ackroyd (Jean Cosmos).
- Les Maîtres du Mystère Cassette audio no 02  (EAN 3095565200092) ► La plume empoisonnée (Hélène Misserly).
- Les Maîtres du Mystère Cassette audio no 03  (EAN 3095565200108) ► Le chien des Baskerville (Thomas Narcejac).
- Les Maîtres du Mystère Cassette audio no 04  (EAN 3095565200054) ► Cuisine bourgeoise (Pierre Boileau & Thomas Narcejac).
- Les Maîtres du Mystère Cassette audio no 05  (EAN 3095565200061) ► Une vocation (Pierre Boileau & Thomas Narcejac).
- Les Maîtres du Mystère Cassette audio no 06  (EAN 3095565200078) ► Le dernier mot (Pierre Boileau & Thomas Narcejac).
- Les Maîtres du Mystère Cassette audio no 07  (EAN 3095565200009) ► La complice (Louis C. Thomas).
- Les Maîtres du Mystère Cassette audio no 08  (EAN 3095565200016) ► Tendres aveux (Fred Kassak).
- Les Maîtres du Mystère Cassette audio no 09  (EAN 3095565200023) ► Première comparution (Alain Franck).
- Les Maîtres du Mystère Cassette audio no 10  (EAN 3095565200030) ► Pardonnez-moi, docteur (Jeannine Raylambert).
- Les Maîtres du Mystère Cassette audio no 11  (EAN 3095565200085) ► Mort de vingt-et-un cyclistes (Pierre Frachet).
- Les Maîtres du Mystère Cassette audio no 12  (EAN 3095565200115) ► Un visiteur timide (Charles Maître).
- Les Maîtres du Mystère Cassette audio no 13  (EAN 3095565200122) ► La dame du lac (Michel-Marie Averlant).
- Les Maîtres du Mystère Cassette audio no 14  (EAN 3095565200139) ► Lord Peter et l’inconnu (François Billetdoux).
- Les Maîtres du Mystère Cassette audio no 15  (EAN 3095565200177) ► Un soir de demi-brume (François Billetdoux).
- Les Maîtres du Mystère Cassette audio no 16  (EAN 3095565200153) ► Impasse à la dame (Jean Cosmos).
- Les Maîtres du Mystère Cassette audio no 17  (EAN 3095565200146) ► Le crime de lord Arthur Savile (Jeannine Raylambert).
- Les Maîtres du Mystère Cassette audio no 18  (EAN 3095565200160) ► Des orchidées pour Stepanich (Jean Cosmos).
- Les Maîtres du Mystère Cassette audio no 19  (EAN 3095565200207) ► Elles sont folles (Jean Grimod).
- Les Maîtres du Mystère Cassette audio no 20  (EAN 3095565200214) ► Crêpe Suzette (Jean Cosmos).
- Les Maîtres du Mystère Cassette audio no 21  (EAN 3095565200191) ► La pension Benedict (Pierre Véry).
- Les Maîtres du Mystère Cassette audio no 22  (EAN 3095565200221) ► Le Diable au coin du feu (Jean Chatenet).
- Les Maîtres du Mystère Cassette audio no 23  (EAN 3095565200238) ► Les mains propres (Jeannine Raylambert).
- Les Maîtres du Mystère Cassette audio no 24  (EAN 3095565200245) ► Le parloir (Jean Cosmos).
- Les Maîtres du Mystère Cassette audio no 25  (EAN 3095565200269) ► Quel gâchis, inspecteur ! (Charles Maître).
- Les Maîtres du Mystère Cassette audio no 26  (EAN 3095565200276) ► La mariée était en noir (Pierre Rolland).
- Les Maîtres du Mystère Cassette audio no 27  (EAN 3095565200283) ► Le voyage en Grèce (Edmond Constans).
- Les Maîtres du Mystère Cassette audio no 28  (EAN 3095565200290) ► Une si charmante soirée (Charles Maître).
- Les Maîtres du Mystère Cassette audio no 29  (EAN 3095565200306) ► Vocalises (Fred Kassak).
- Les Maîtres du Mystère Cassette audio no 30  (EAN 3095565200313) ► Oncle Mike est arrivé (Rodolphe-Maurice Arlaud).
- Les Maîtres du Mystère Cassette audio no 31  (EAN 3095565200320) ► Qui rira le dernier (Pierre Frachet).
- Les Maîtres du Mystère Cassette audio no 32  (EAN 3095565200337) ► Une balle pour rien (Charles Maître).
- Les Maîtres du Mystère Cassette audio no 33  (EAN 3095565200344) ► Mauvaise conduite (Louis C. Thomas).
- Les Maîtres du Mystère Cassette audio no 34  (EAN 3095565200351) ► Manque de pot (Jacques de Beaupré).
- Les Maîtres du Mystère Cassette audio no 35  (EAN 3095565200368) ► L’affaire du courrier de Lyon (Jeannine Raylambert).
- Les Maîtres du Mystère Cassette audio no 36  (EAN 3095565200375) ► Bonsoir Léon (Jean Cosmos).
- Les Maîtres du Mystère Cassette audio no 37  (EAN 3095565200399) ► Ce sacré Léo (Fred Kassak).
- Les Maîtres du Mystère Cassette audio no 38  (EAN 3095565200405) ► Marché conclu (Jean Cosmos).
- Les Maîtres du Mystère Cassette audio no 39  (EAN 3095565200443) ► Les demoiselles de Douarnenez (Alain Bernier & Roger Maridat).
- Les Maîtres du Mystère Cassette audio no 40  (EAN 3095565200412) ► Le petit vieux des Batignolles (Jean Cosmos).
- Les Maîtres du Mystère Cassette audio no 41  (EAN 3095565200429) ► Décidément, on ne peut plus avoir confiance en personne (Pierre Frachet).
- Les Maîtres du Mystère Cassette audio no 42  (EAN 3095565200436) ► Le pays sans étoiles (Pierre Véry).
- Les Maîtres du Mystère Cassette audio no 43  (EAN 3095565200450) ► Casse-pipe à la Nation (Roger Richard).
- Les Maîtres du Mystère Cassette audio no 44  (EAN 3095565200467) ► La concierge n’est plus dans l’escalier (Michel-Marie Averlant).
- Les Maîtres du Mystère Cassette audio no 45  (EAN 3095565200474) ► La puce (Fred Kassak).
- Les Maîtres du Mystère Cassette audio no 46  (EAN 3095565200481) ► Une soirée d’automne (Jean-Luc Porret).
- Les Maîtres du Mystère Cassette audio no 47  (EAN 3095565200498) ► Poison (Jean Grimod).
- Les Maîtres du Mystère Cassette audio no 48  (EAN 3095565200504) ► Grand-mère et les gangsters (Charles Maître).
- Les Maîtres du Mystère Cassette audio no 49  (EAN 3095565200511) ► Une de perdue… (Fred Kassak).
- Les Maîtres du Mystère Cassette audio no 50  (EAN 3095565200528) ► Le grand caïd (Jean Cosmos).
- Les Maîtres du Mystère Cassette audio no 51  (EAN 3095565200542) ► L’autre (Alain Franck).
- Les Maîtres du Mystère Cassette audio no 52  (EAN 3095565200559) ► Un soleil de plomb (Jean Chatenet).
- Les Maîtres du Mystère Cassette audio no 53  (EAN 3095565200535) ► La balle de match (Alain Bernier & Roger Maridat).
- Les Maîtres du Mystère Cassette audio no 54  (EAN 3095565200566) ► Esprit de famille (Jean Cosmos).
- Les Maîtres du Mystère Cassette audio no 55  (EAN 3095565200580) ► La main enchantée (Jean Cosmos).
- Les Maîtres du Mystère Cassette audio no 56  (EAN 3095565200597) ► Le métier dans le sang (Fred Kassak).
- Les Maîtres du Mystère Cassette audio no 57  (EAN 3095565200603) ► L’accident (Jeannine Raylambert).
- Les Maîtres du Mystère Cassette audio no 58  (EAN 3095565200627) ► Dans un fauteuil (Pierre Frachet).
- Les Maîtres du Mystère Cassette audio no 59  (EAN 3095565200634) ► Chambre avec vue sur la mort (Alain Bernier & Roger Maridat).
- Les Maîtres du Mystère Cassette audio no 60  (EAN 3095565200610) ► L’homme fini (Alain Franck).

- Les Maîtres du Mystère CD audio no 01  (EAN 3541351990031) ► Première comparution (Alain Franck).
- Les Maîtres du Mystère CD audio no 02  (EAN 3541351990048) ► L’accident (Jeannine Raylambert).
- Les Maîtres du Mystère CD audio no 03  (EAN 3541351990024) ► Le métier dans le sang (Fred Kassak).
- Les Maîtres du Mystère CD audio no 04  (EAN 3541351990116) ► Bonsoir Léon (Jean Cosmos).
- Les Maîtres du Mystère CD audio no 05  (EAN 3541351990123) ► Mauvaise conduite (Louis C. Thomas).
- Les Maîtres du Mystère CD audio no 06  (EAN 3541351990130) ► Un soir de demi-brume (François Billetdoux).
- Les Maîtres du Mystère CD audio no 07  (EAN 3541351990147) ► Les demoiselles de Douarnenez (Alain Bernier & Roger Maridat).
- Les Maîtres du Mystère CD audio no 08  (EAN 3541351990154) ► Le voyage en Grèce (Edmond Constans).
- Les Maîtres du Mystère CD audio no 09  (EAN 3541351990161) ► Une soirée d’automne (Jean-Luc Porret).
- Les Maîtres du Mystère CD audio no 10  (EAN 3541351990192) ► Mort de vingt-et-un cyclistes (Pierre Frachet).
- Les Maîtres du Mystère CD audio no 11  (EAN 3541351990208) ► Une de perdue… (Fred Kassak).
- Les Maîtres du Mystère CD audio no 12  (EAN 3541351990215) ► Un visiteur timide (Charles Maître).
- Les Maîtres du Mystère CD audio no 13  (EAN 3541351990239) ► Oncle Mike est arrivé (Rodolphe-Maurice Arlaud).
- Les Maîtres du Mystère CD audio no 14  (EAN 3541351990246) ► Le Diable au coin du feu (Jean Chatenet).
- Les Maîtres du Mystère CD audio no 15  (EAN 3541351990253) ► Quel gâchis, inspecteur ! (Charles Maître).
- Les Maîtres du Mystère CD audio no 16  (EAN 3541351990307) ► La main enchantée (Jean Cosmos).
- Les Maîtres du Mystère CD audio no 17  (EAN 3541351990314) ► Pauvre petite chérie (Jeannine Raylambert).
- Les Maîtres du Mystère CD audio no 18  (EAN 3541351990321) ► Qui rira le dernier (Pierre Frachet).
- Les Maîtres du Mystère CD audio no 19  (EAN 3541351990444) ► Ce sacré Léo (Fred Kassak).
- Les Maîtres du Mystère CD audio no 20  (EAN 3541351990451) ► Le pays sans étoiles (Pierre Véry).

- Les Maîtres du mystère CD-mp3 no 1  (EAN 9782354930141)

```
  ► 
Le plus beau métier du monde
 (Jean Cosmos)
  ► 
Des orchidées pour Stepanich
 (Jean Cosmos)
  ► 
Casse-pipe à la Nation
 (Roger Richard)
  ► 
Grand-mère et les gangsters
 (Charles Maître)
  ► 
Les termites
 (Pierre Billard)
  ► 
Cuisine bourgeoise
 (Pierre Boileau & Thomas Narcejac)
```

- Les Maîtres du mystère CD-mp3 no 2  (EAN 9782354930172)

```
  ► 
Âmes qui vivent
 (Jacques de Beaupré)
  ► 
La fine équipe
 (Jean Cosmos)
  ► 
Le petit vieux des Batignolles
 (Jean Cosmos)
  ► 
Un soleil de plomb
 (Jean Chatenet)
  ► 
Les veuves
 (Jean-Pierre Ferrière)
  ► 
Le nain jaune
 (Georges-Gabriel Bomier)
```

- Les Maîtres du mystère CD-mp3 no 3  (EAN 9782354930202)

```
  ► 
Les nuages
 (François Billetdoux)
  ► 
L’avocat du diable
 (Henry Grangé)
  ► 
Crêpe Suzette
 (Jean Cosmos)
  ► 
Le parloir
 (Jean Cosmos)
  ► 
Aux yeux de la loi
 (Charles Maître)
  ► 
Décidément, on ne peut plus avoir confiance en personne
 (Pierre Frachet)
```

- Les Maîtres du mystère CD-mp3 no 4  (EAN 9782354930219)

```
  ► 
Le jongleur
 (Olga Lencement)
  ► 
Manque de pot
 (Jacques de Beaupré)
  ► 
Le chien des Baskerville
 (Thomas Narcejac)
  ► 
La poule aux œufs d’or
 (Claude Dufresne)
  ► 
La chute
 (Louis C. Thomas)
  ► 
Tendres aveux
 (Fred Kassak)
```

- Les Maîtres du mystère CD-mp3 no 5  (EAN 9782354930226)

```
  ► 
La concierge n’est plus dans l’escalier
 (Michel-Marie Averlant)
  ► 
Le grand caïd
 (Jean Cosmos)
  ► 
Une si charmante soirée
 (Charles Maître)
  ► 
Incident de chasse
 (Alain Franck)
  ► 
Gracieux joue les favoris
 (Philippe Derrez)
  ► 
Le cordon bleu
 (Jeannine Raylambert)
```

- Les Maîtres du mystère CD-mp3 no 6  (EAN 9782354930233)

```
  ► 
Avec fleurs et couronnes
 (Charles Maître)
  ► 
Le crime de lord Arthur Savile
 (Jeannine Raylambert)
  ► 
Cette chère petite
 (Louis Rognoni)
  ► 
La balle de match
 (Alain Bernier & Roger Maridat)
  ► 
La puce
 (Fred Kassak)
  ► 
Pardonnez-moi, docteur
 (Jeannine Raylambert)
```

- Les Maîtres du mystère CD-mp3 no 7  (EAN 9782354930240)

```
  ► 
L’homme fini
 (Alain Franck)
  ► 
Le dossier Gavano
 (Roger Richard)
  ► 
Marché conclu
 (Jean Cosmos)
  ► 
La complice
 (Louis C. Thomas)
  ► 
Vocalises
 (Fred Kassak)
  ► 
Les mains propres
 (Jeannine Raylambert)
```